# Vertigo paradoxa
Vertigo paradoxa е вид коремоного от семейство Vertiginidae.

## Разпространение
Видът е разпространен в Канада и САЩ.